# Действуй, сестра (мюзикл)
«Де́йствуй, сестра́!» (англ. Sister Act) — мюзикл на либретто Билла и Шери Стейнкеллнеров по материалам сценария Дугласа Картера Бина, музыку Алана Менкена и слова Гленна Слейтера. Основан на одноимённом фильме 1992 года. Продюсерами в Вест-Энде и на Бродвее выступили Вупи Голдберг и Майкл Рено.

## История
Премьера мюзикла состоялась в театре «Плейхаус» в Пасадине. Блочный прокат шёл с 24 октября по 23 декабря 2006 года, побив все местные кассовые рекорды: «Действуй, сестра» собрал больше миллиона долларов США. Постановку режиссировал Питер Шнайдер, над хореографией работала Маргурит Деррикс, сценографией — Дэвид Поттс, костюмами — Гарри Леннон.
Затем постановка переехала в театр «Альянс» в Атланте, где блочный прокат проходил с 17 января по 2 февраля 2007 года.
В Вест-Энде мюзикл был поставлен театральной компанией «Stage Entertainment United Kingdom». Премьера состоялась в театре «Палладиум» 2 июня 2009 года. За месяц до этого мюзикл прошёл этап предпоказов. В этой постановке в качестве режиссёра также выступил Питер Шнайдер, но над хореографией, костюмами, сценографией и светом работала другая команда. Прокат «Действуй, сестра!» продлился до 30 октября 2010 года. Через год мюзикл отправился в тур по городам Великобритании и Ирландии.
20 апреля 2011 года (после 28 предпоказов) в театре «Бродвей» состоялась бродвейская премьера мюзикла. Его ставили совместно «Stage Entertainment USA» и «The Shubert Organization». Эту постановку режиссировал Джерри Закс, с которым Дуглас Бин переписал либретто. В состав труппы вошли Патина Миллер, которая уже играла роль Делорис в Вест-Энде, Виктория Кларк (Мать-настоятельница), Сара Болт (сестра Мэри Патрик), Мара Минделл (сестра Мэри Роберт), Одри Нинан (сестра Мэри Лазарь) и другие. Стационарный прокат мюзикла завершился 26 октября 2012 года, отыграв 28 предпоказов и 561 спектакль.
Первый тур по Северной Америке открылся осенью 2012 года в Торонто, а завершился летом 2014-го в Сан-Антонио. Но уже осенью начался второй тур, который продлится до 2017 года.
«Stage Entertainment Germany» ставила мюзикл «Действуй, сестра!» в Гамбурге (2010—2012), Штутгарте (2012—2013) и Оберхаузене (2013— наст. вр.). Также постановки шли в австрийкой Вене (на немецком языке), Милане (Италия), Париже (Франция), Токио (Япония), Гааге (Нидерланды), Монреале (Канада), Сеуле (Южная Корея) и Барселоне (Испания). Прокат мюзикла ожидается в Бразилии, Австралии, Мексике и нескольких городах США.

## Сюжет

### Вест-Энд

#### Акт I
Не очень успешная ресторанная певичка Делорис ван Картье случайно становится свидетельницей убийства. Ее женатый любовник Кертис Шэнк, важный человек в преступном мире и ответственный за убийство, приказывает своим последователям устранить её.
Поскольку Делорис – единственный свидетель, после побега лейтенант Эдди Саузер против её воли прячет Делорис  в монастыре под видом сестры Мэри Кларенс. Там, однако, у нее возникают серьезные проблемы с адаптацией, и в конечном итоге Мать-Настоятельница приказывает ей петь в хоре монахинь, чьи певческие навыки оставляют желать лучшего. Но Мэри Кларенс удаётся придать группе четкую структуру и стать руководителем хора, которого энергично обучает гарлемской традиции. Новая программа хора вновь привлекает в церковь множество людей. В конце концов Папа тоже узнаёт о ныне известной группе и объявляет о своем визите на концерт.

#### Акт II
Но прежде чем монахини успевают порадовать Папу своим пением, фотография в газетной статье дает Кертису ключ к разгадке местонахождения его бывшей возлюбленной. Шанк и его сообщники Боунс, Ти Джей и Динеро пробираются в монастырь под видом монахов и пытаются похитить Делорис. Благодаря ее сестрам и Эдди Саузеру, который появляется вовремя, план можно остановить, а Шэнка и его сообщников арестовать.
В финальной сцене сестры дают концерт для Папы. Сестра Мэри Кларенс в последний раз помогает хору  очень успешно выступить.

## Музыкальные партии

### Вест-Энд
| Акт I - «Take Me to Heaven» — Делорис, КТ, ЛаРоса и ансамбль - «Fabulous, Baby!» — Делорис, КТ и ЛаРоса - «Here Within These Walls» — Мать-настоятельница и няни - «How I Got the Calling» — Делорис, Мэри Патрик, Мэри Лазарь, Мэри Роберт и няни - «When I Find My Baby» — Шанк, ТиДжей, Бонес и Динеро - «Do The Sacred Mass» — Делорис, Мэри Патрик, Мэри Лазарь, Мэри Роберт и ансамбль - «I Could Be That Guy» — Эдди - «Raise Your Voice» — Делорис, Мэри Патрик, Мэри Лазарь, Мэри Роберт и няни - «Take Me to Heaven» (реприза) — Монсеньор Ховард, Делорис, Мать-настоятельница, Мэри Патрик, Мэри Лазарь, Мэри Роберт, няни и фотографы | Акт II - «Sunday Morning Fever» — Монсеньор Ховард, Делорис, Мать-настоятельница, Эдди, ТиДжей, Бонес, Динеро, Няни и ансамбль - «Lady in the Long Black Dress» — ТиДжей, Бонес и Динеро - «Bless Our Show» — Делорис, Мэри Патрик, Мэри Лазарь, Мэри Роберт и няни - «Here Within These Walls» (реприза) — Мать-настоятельница - «The Life I Never Led» — Мэри Роберт - «Fabulous, Baby!» (реприза) — Делорис и няни - «Sister Act» — Делорис - «When I Find My Baby» (реприза) — Шанк - «The Life I Never Led» (реприза) — Мэри Робертс - «Sister Act» (реприза) — Делорис, Мать-настоятельница, Мэри Патрик, Мэри Лазарь, Мэри Роберт и няни - «Spread the Love Around» — Мать-настоятельница, Делорис, Мэри Патрик, Мэри Лазарь, Мэри Роберт и няни |

### Бродвей
| Акт I - «Take Me to Heaven» — Делорис, Мишель и Тина - «Fabulous, Baby!» — Делорис, Мишель и Тина - «Here Within These Walls» — Мать-настоятельница и Делорис - «It’s Good to Be a Nun» — Делорис, Мэри Патрик, Мэри Роберт, Мэри Лазарь и няни - «When I Find My Baby» — Кёртис, Джоуи, Пабло и ТиДжей - «I Could Be That Guy» — Эдди и Бездомные - «Raise Your Voice» — Делорис, Мэри Патрик, Мэри Роберт, Мэри Лазарь и няни - «Take Me to Heaven» (реприза) — Делорис, Мэри Патрик, Мэри Роберт, Мэри Лазарь и няни | Акт II - «Sunday Morning Fever» — Делорис, Мать-настоятельница, монсеньор О’Хара, Эдди, Мэри Патрик, Мэри Роберт, Мэри Лазарь, няни и рабочие - «Lady in the Long Black Dress» — Джоуи, Пабло и ТиДжей - «Haven’t Got a Prayer» — Мать-настоятельница - «Bless Our Show» — Делорис, Мэри Патрик, Мэри Роберт, Мэри Лазарь и няни - «The Life I Never Led» — Мэри Роберт - «Fabulous, Baby!» (Reprise) — Делорис, Эдди, няни и танцоры - «Sister Act» — Делорис - «When I Find My Baby» (реприза) — Кёртис - «The Life I Never Led» (реприза) — Мэри Роберт - «Sister Act» (реприза) — Делорис, Мать-настоятельница, Мэри Патрик, Мэри Роберт, Мэри Лазарь и няни - «Spread the Love Around» — Все |

### Оркестр
Оркестр бродвейской постановки использует шестнадцать инструментов: три язычковых духовых; две трубы; два тромбона; ударные; ударная установка; гитара; клавишный I; клавишный II; две скрипки; виолончель; басс-тромбон.

## Реакция

### Кассовые сборы
Бродвейская постановка мюзикла за всё время проката (589 спектаклей) заработала 52,5 млн долларов США. Средней процент занятости кресел зрительного зала составил 72,87 %. Мюзикл посмотрели 721574 зрителя.

## Награды и номинации

### Вест-Энд
| Год  | Премия                  | Категория                                   | Номинант(ы)                          | Результат |
| ---- | ----------------------- | ------------------------------------------- | ------------------------------------ | --------- |
| 2010 | «Премия Лоренса Оливье» | Лучший мюзикл                               | «Stage Entertainment United Kingdom» | Номинация |
| 2010 | «Премия Лоренса Оливье» | Лучшая женская роль в мюзикле               | Патина Миллер                        | Номинация |
| 2010 | «Премия Лоренса Оливье» | Лучшая женская роль второго плана в мюзикле | Шейла Хэнкок                         | Номинация |
| 2010 | «Премия Лоренса Оливье» | Лучшая хореография                          | Энтони Ван Лааст                     | Номинация |

### Бродвей
| Год  | Премия       | Категория                                   | Номинант(ы)                                            | Результат |
| ---- | ------------ | ------------------------------------------- | ------------------------------------------------------ | --------- |
| 2011 | «Тони»       | Лучший мюзикл                               | «Stage Entertainment USA» и «The Shubert Organization» | Номинация |
| 2011 | «Тони»       | Лучшее либретто для мюзикла                 | Билл и Шери Стейнкеллнеры, Дуглас Картер Бин           | Номинация |
| 2011 | «Тони»       | Лучшая музыка                               | Алан Менкен и Гленн Слейтер                            | Номинация |
| 2011 | «Тони»       | Лучшая женская роль в мюзикле               | Патина Миллер                                          | Номинация |
| 2011 | «Тони»       | Лучшая женская роль второго плана в мюзикле | Виктория Кларк                                         | Номинация |
| 2011 | «Драма Деск» | Лучший мюзикл                               | «The Shubert Organization»                             | Номинация |
| 2011 | «Драма Деск» | Лучшая женская роль в мюзикле               | Патина Миллер                                          | Номинация |
| 2011 | «Драма Деск» | Лучшая женская роль второго плана в мюзикле | Виктория Кларк                                         | Номинация |
| 2011 | «Драма Деск» | Лучшая музыка                               | Алан Менкен                                            | Номинация |
| 2011 | «Драма Деск» | Лучший текст песен                          | Гленн Слейтер                                          | Номинация |